# Esserweg

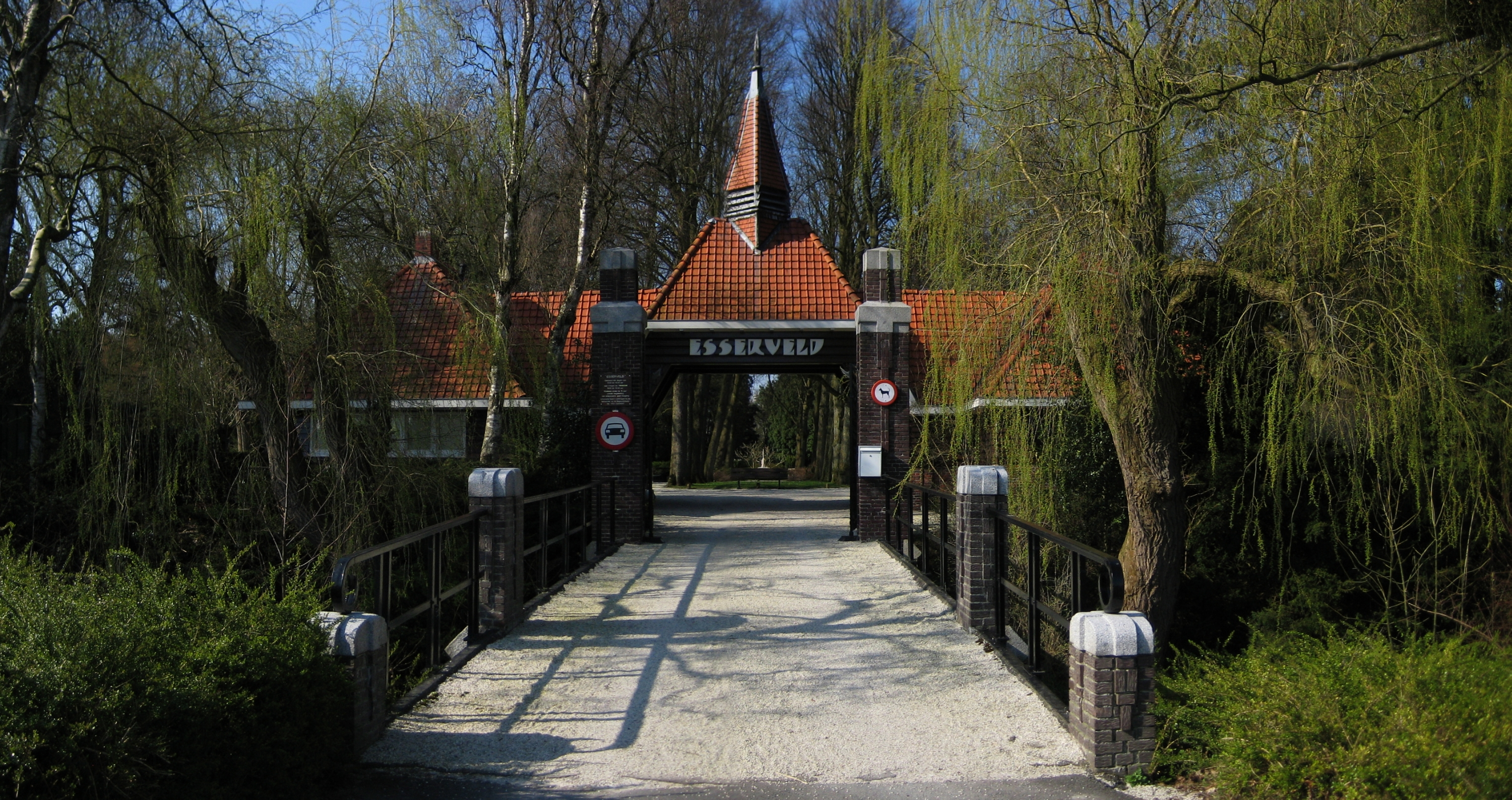
Begraafplaats Esserveld

De Esserweg is een straat in Groningen. De Esserweg loopt vanaf de Verlengde Hereweg naar de buurtschap Essen en vormt de grens tussen de plaatsen Groningen en Haren. Tot de opheffing van de gemeente Haren op 1 januari 2019, vormde de weg de gemeentegrens met Groningen. De Esserweg was vroeger het eindpunt van trolleybuslijn 1. Op het kruispunt van de Esserweg en de Verlengde Hereweg was een keerlus aangebracht.
De weg vormt een scheiding tussen de stedelijke bebouwing van Groningen en het open gebied tussen Groningen en Haren. Aan de zuidzijde van de Esserweg liggen sportvelden, die het open karakter van het grensgebied benadrukken. Plannen om hier te gaan bouwen waren bij de gemeenteraadsverkiezing in 2006 in de gemeente Haren een van de belangrijkste onderwerpen. GroenLinks, dat als enige partij zich tegen bebouwing had uitgesproken, was de grote winnaar bij die verkiezingen.
Aan de Esserweg ligt de begraafplaats Esserveld.
Esserweg .
Paterswoldseweg .
Veenweg .
Verlengde Hereweg .